# Narodna Odbrana
Narodna Odbrana (en serbio cirílico: Народна одбрана, literalmente, La defensa del Pueblo) era un grupo nacionalista serbio creado como reacción a la anexión de Bosnia y Herzegovina (donde había una gran concentración de serbios) por Austria-Hungría. En la época, los serbios manifestaron la necesidad de protección de los serbios  en Austria-Hungría con la creación de una organización defensiva, la Narodna Odbrana. Para conseguir estos objetivos, la Narodna Odbrana divulgó propaganda y organizó fuerzas paramilitares.

Expansión territorial del Reino de Serbia tras la Guerra de los Balcanes.

Inmediatamente después de la anexión de Macedonia al Reino de Serbia, los macedonios se vieron obligados a una política de «serbiezación» forzada. La población de Macedonia se vio obligada a declararse serbia. Aquellos que se negaron fueron maltratados y torturados. Según el Informe de la Comisión Internacional para dilucidar sobre las causas y las conductas de la Guerra de los Balcanes, los miembros de esta organización cometieron crímenes de guerra contra la población civil.